# Мистерия звука
Містерія звуку (рос. Мистерия звука) — російський музичний лейбл. Компанія продюсує та випускає диски як російських поп-груп, так і альтернативної рок-музики.

## Історія
Компанія була заснована в 1999 році Айратом Шаріповим і Олександром Скрастіним, як постачальник дисків, але за останній час стала одним з найбільших  дистриб'юторів світових звукозаписних компаній, а також обзавелася власним видавничим підрозділом.

## Підрозділ компанії
«Містерія Звуку» (ТОВ «Містерія Плюс») — дистриб'юторський
підрозділ компанії «Містерія Звуку», яка займається виданням та оптовим продажем CD, DVD, MP3, Blu-ray. Містерія Плюс випускає альбоми таких проектів та виконавців, як «Пикник», «Аквариум», «Би-2», Мара, «Тату», Noize MC, Валерія, БиС, Кристина Орбакайте, Валерий Меладзе, Сектор Газовой Атаки, Красные Звезды тощо.
Окрім того, випускає на DVD і Blu-ray новинки вітчизняного та зарубіжного кіно — такі як: «13-й район: Ультиматум», «Ларго Винч: Начало», «День радио», «О чём говорят мужчины».
З 2010 року «Містерія Плюс» відкрила інтернет-магазин, у котрому кожен охочий може придбати продукцію компанії в роздріб.
У 2013 році «Містерія Плюс» вивела на російський ринок
колекцію дитячих аксесуарів під брендом «Маша і Ведмідь».

## Підлейбли

### Retro Plant
Підлейбл був заснований у 2001 році і орієнтований на реставрацію і ремастерінг старих записів, починаючи з 1900 року. Першим релізом став випуск дитячого диска «Рина Зелёная: найкращі вірші для дітей».

### JetNoise Records
Підлейбл, орієнтований на важку музику, від панку та рок-н-ролу до хеві-метал та трешу. В основному займається випуском записів забутих груп-ветеранів. Серед них E.S.T., Пурген, Интоксикация, Kruger.

### Gogol 1
Вже неіснуючий підлейбл. Був створений виключно для випуску архівних записів київської групи «Коллежский асессор».

## Партнери компанії
- Moon records
- Sony/BMG
- Universal Music
- J.R.C.
- NOX Music
- Real Records
- West Records[be-x-old]